# Tetrahydrofoliumzuur
Tetrahydrofoliumzuur, THFZ, THFA of tetrahydrofolaat is een derivaat van foliumzuur.

## Metabolisme

Biosymthese van Tetrahydrofoliumzuur / tetrahydrofolaat

### Biosynthese en omzetting in hogere dieren
THFZ wordt door het enzym dihydrofolaatreductase gemaakt uit dihydrofoliumzuur. Deze reactie wordt geremd door methotrexaat.
THFZ wordt door het enzym  serinehydroxymethyltransferase omgezet in 5,10-methylenetetrahydrofolaat, dat als cofactor in verschillende biochemische reacties optreedt.

### Biosynthese en omzetting in bacteriën
Veel bacteriën gebruiken het enzym dihydropteroatesynthetase waarbij dihydropteroaat ontstaat, een molecuul dat in mensen geen functie heeft. Antibiotica uit de sulfonamide-groep maken hier gebruik vandoor de bateriële syntheseroute naar foliumzuurderivaten te blokkeren.

## Functies
THFZ of zijn anion is als cofactor bij aan groot aantal reacties betrokken, met name de biosynthese van aminozuren en nucleïnezuren. Daarnaast functioneert het als drager voor 1-koolstof-molecuuldelen, zoals methyl-, methyleen-, methylidyn-, formyl- of formiminogroepen. Als THFZ gecombineerd is met zijn groep, bijvoorbeeld in 10-formyltetrahydrofoliumzuur, dan gedraagt het zich als een donor van een groep met een koolstof-atoom. THFZ krijgt deze mono-koolstofgroepen door het afvangen van bijvoorbeeld formaldehyde dat in andere processen ontstaan is. Deze eenheden zijn belangrijk in de opbouw van de uitgangsstoffen voor de DNA-synthese. Een tekort aan THFZ kan leiden tot megaloblastische anemie.
Methotrexaat, pyrimethamine en trimethoprim werken remmend op dihydrofolaatreductase en hebben dus een negatief effect op de hoeveelheid aangemaakt THFZ. Deze situatie kan leiden tot megaloblastische anemie.
THFZ is betrokken bij de omzetting van formiminoglutaminezuur naar glutaminezuur. Dit verlaagt de voor decarboxilatie en aminozuursynthese beschikbare hoeveelheid histidine. Het gevolg daarvan is dat de hoeveelheden histamine en formiminoglutaminezuur in de urine verlaagd zijn.
|                   |                                    |                                |
| Dihydrofoliumzuur | 5,10-Methylenetetrahydrofoliumzuur | 10-formyl-tetrahydrofoliumzuur |